# Rechtenbach
Rechtenbach település Németországban, azon belül Bajorországban. Lakosainak száma 1024 fő (2023. december 31.). Rechtenbach Lohr am Main, Forst Lohrerstraße és Partensteiner Forst községekkel határos.

## Népesség
A település népessége az elmúlt években az alábbi módon változott:
| Lakosok száma | 767  | 1077 | 1115 | 1107 | 1005 | 986  | 980  | 1002 | 984  | 1024 |
|               | 1875 | 1950 | 1975 | 1987 | 2012 | 2014 | 2016 | 2017 | 2021 | 2023 |